# NPAS1
La proteína NPAS1 (de sus siglas en inglés "Neuronal PAS domain-containing protein 1") es un factor de transcripción codificado por el gen npas1 perteneciente a la familia de factores de transcripción (bHLH)-PAS (hélice-bucle-hélice-PAS), los cuales se encuentras implicados en diversas funciones como la regulación de los ciclos circadianos, procesos de neurogénesis, metabolismo de toxinas, hipoxia y desarrollo traqueal en vertebrados. La proteína NPAS1 contiene un motivo de hélice-bucle-hélice y un dominio PAS, al igual que otros miembros de esta familia.

## Función
La deficiencia tanto de NPAS1 como de la proteína homóloga NPAS3 en ratón da lugar a comportamientos anormales típicos de los modelos animales de esquizofrenia. De acuerdo con el mismo estudio, la ausencia de NPAS1 y NPAS3 genera una reducción de la expresión de reelina, lo cual es consistente con lo anterior, ya que esta proteína ve reducidos sus niveles en los cerebros de pacientes humanos con esquizofrenia o trastorno bipolar.